# Ratas (álbum)
Ratas es el nombre de un disco del grupo español de rock Soziedad Alkoholika, lanzado en 1995. En este álbum, la banda adquiere un sonido más cercano al groove metal y pasan a afinar sus instrumentos en "D standard".

## Lista de canciones
| N.º     | Título                                | Duración |  |
| 1.      | «Ratas»                               | 4:34     |  |
| 2.      | «En el tejao»                         | 3:56     |  |
| 3.      | «Estado enfermo»                      | 3:07     |  |
| 4.      | «La aventura del saber»               | 1:53     |  |
| 5.      | «Sueños rotos»                        | 4:40     |  |
| 6.      | «Los malos colores»                   | 2:39     |  |
| 7.      | «Por su bien»                         | 3:07     |  |
| 8.      | «Demokrazia» (Versión de Eskoria-Tza) | 3:04     |  |
| 9.      | «Nada nuevo»                          | 2:11     |  |
| 10.     | «Dos historia»                        | 2:30     |  |
| 11.     | «No kiero partizipar»                 | 4:00     |  |
| 12.     | «Explota zerdo!»                      | 2:07     |  |
| 13.     | «No seré yo»                          | 2:27     |  |
| 14.     | «No keda nada»                        | 2:20     |  |
| 42 mins |                                       |          |  |

## Curiosidades
- Fue el primer disco que editaron con su propio sello, Mil A Gritos Records.
- Disco de Oro con más de 50 000 copias vendidas.

## Formación
- Juan - voz
- Jimmy - guitarra
- Pedro - guitarra
- Iñaki - bajo
- Roberto - batería